# Коропець (притока Дністра)
Коропе́ць — річка в Україні, у межах Тернопільського та Чортківського районів Тернопільської області. Ліва притока Дністра (басейн Чорного моря).

## Опис
Довжина 78 км, площа басейну 511 км². Долина у верхній і середній течіях трапецієподібна, нижче від міста Монастириська — переважно V-подібна; ширина долини від 0,2 до 1,2 км, глибина 60—80 м. Заплава двобічна, завширшки до 250—300 м, подекуди заболочена. Річище помірно звивисте, завширшки до 20 м. Глибина річки 0,5—1,5 м, максимальна 2,5. Похил річки пересічно 2,5 м/км, у пониззі до 4,8 м/км.
Живлення мішане, з переважанням снігового. Льодостав нестійкий; замерзає на початку грудня, скресає наприкінці лютого — на початку березня. Гідрологічні пости (від 1945 року) біля м. Підгайці та смт Коропець.
Коропець зарегульований 11 греблями, є ставки. Воду використовують для господарських потреб і рибництва.

## Розташування
Коропець бере початок із джерел на північ від села Козівка (Тернопільський район). Тече переважно на південь, впадає до Дністра в смт Коропець.
Основні притоки: Масювка (права), Добровідка (ліва).
На Коропці  розташовані 4 колишні районні центри Тернопільщини: смт Козова, міста Підгайці, Монастириська та  смт Коропець.